# Coribapta tapaiensis
Coribapta tapaiensis är en fjärilsart som beskrevs av Eugen Wehrli 1938. Coribapta tapaiensis ingår i släktet Coribapta och familjen mätare. Inga underarter finns listade i Catalogue of Life.